# Регистрационный номер налогоплательщика
Регистрационный номер налогоплательщика (РНН) (каз. Салық төлеушінің тіркеу нөмірі (СТТН)) — это документ, необходимый для администрирования налогоплательщиков в Республике Казахстан. Российский аналог данного документа — ИНН.
Получение РНН в Казахстане обязательно всеми физическими и юридическими лицами. Физические лица получают РНН единожды только по месту жительства. Услуга по регистрации налогоплательщиков Республики Казахстан осуществляется налоговыми органами на бесплатной основе.
РНН в Казахстане прекратил своё существование с 1 января 2013 года, в связи с введением Закона Республики Казахстан «О национальных реестрах идентификационных номеров». Этим законом введены национальные идентификаторы – ИИН и БИН, которые заменяют РНН и СИК, а также ОКПО (Общий классификатор предприятий и организаций).

## Получение
Для получения РНН физическому лицу необходимо представить в налоговое управление по месту жительства следующие документы:
- Заявление установленного образца,
- Удостоверение личности.

В случае если налогоплательщик состоит на регистрационном учёте в другом налоговом органе, то постановка на учёт осуществляется в течение пяти рабочих дней после подтверждения снятия с учёта налогоплательщика в другом налоговом органе.
В случае если Вы хотите получить РНН на несовершеннолетнего ребёнка, необходимо будет представить копию свидетельства о рождении ребёнка, а само заявление должно заверяться подписью одним из родителей или другим законным представителем.
Государственная регистрация налогоплательщиков осуществляется налоговым органом с выдачей ему свидетельства налогоплательщика в течение пяти рабочих дней после подачи заявления по ф.001.
Государственная регистрация физических лиц в качестве индивидуального предпринимателя осуществляется в территориальном налоговом органе по месту жительства.
Срок оформления РНН в Республике Казахстан: 5 рабочих дней.

### Вычисление контрольного разряда
Последний разряд РНН, является контрольным:
{\displaystyle n_{12}=(1n_{1}+2n_{2}+3n_{3}+4n_{4}+5n_{5}+6n_{6}+7n_{7}+8n_{8}+9n_{9}+10n_{10}+1n_{11})~{\bmod {\ }}11}
Если после расчёта итоговое число получилось меньше 10 оно и используется в качестве контрольного разряда, если получилось 10, то процедура повторяется со сдвинутыми на 1 позицию влево весами.
{\displaystyle n_{12}=(2n_{1}+3n_{2}+4n_{3}+5n_{4}+6n_{5}+7n_{6}+8n_{7}+9n_{8}+10n_{9}+1n_{10}+2n_{11})~{\bmod {\ }}11}
Если и после второго расчёта получилось 10, то расчёт повторяется снова с весами начиная с 3. Если в результате 10 повторений контрольное число имеет значение равное 10, то такой РНН не используется.

## Восстановление РНН в случае порчи или потери
В случае порчи или потери свидетельства налогоплательщика «О регистрационном номере налогоплательщика» выдаётся дубликат свидетельства. Для получения дубликата свидетельства представляется заявление формы 001.00 в налоговый орган по месту регистрации (жительства, нахождения, пребывания) и копия удостоверения личности, в случае порчи свидетельства к заявлению прилагается его испорченный бланк.
Регистрационный учёт налогоплательщиков осуществляется после прохождения налогоплательщиком процедуры государственной регистрации налогоплательщиков в налоговых органах. То есть налогоплательщик обязан встать на регистрационный учёт в налоговых органах по месту нахождения и (или) регистрации объектов налогообложения, объектов, связанных с налогообложением, а также по месту осуществления предпринимательской деятельности.

## Порядок получения РНН для иностранного гражданина
Для регистрации в качестве налогоплательщика Вы должны представить в налоговый орган по месту вашего пребывания следующие документы:
1. Заявление по установленной форме (003.00).
2. Копию документа, удостоверяющего личность.
3. Копию документа, определяющего срок пребывания в Республике Казахстан (временную регистрацию и/или миграционную карточку).
4. Копию документа, подтверждающего место пребывания (место жительство) в Республике Казахстан (договор аренды, договор безвозмездного пользования имуществом и другие).

## Перспективы
1 января 2013 года был упразднён в пользу индивидуального идентификационного номера (ИИН) и БИН.